# Женщина-оборотень (фильм)
«Женщина-оборотень» (итал. La lupa mannara) — триллер режиссера Рино Ди Сильвестро. Премьера в Италии 18 марта 1976 года.

## Сюжет
Когда Даниэлла Незери была ребёнком, её изнасиловали. Эта психологическая травма нанесла огромный урон её эмоциональному и сексуальному росту, что привело к неспособности иметь нормальные романтические отношения с мужчинами. Однажды она обнаруживает, что один из её предков был убит за то, что якобы был оборотнем, и что она очень похожа на эту женщину. Это приводит к тому, что ей снятся кошмары, в которых она превращается в оборотня и преследуется разъярёнными жителями деревни. В конце концов это заблуждение всплывает в её повседневной жизни, и в результате она убивает любовника своей сестры Елены, наблюдая, как они занимаются любовью. Даниэлла скрывает убийство, бросив тело с обрыва, чтобы создать впечатление, что на него напала собака и он случайно упал.
Даниэллу обнаружили без сознания возле обрыва и поместили в больницу, так как её семья и врачи считали, что она просто обнаружила тело, и шок был слишком сильным для неё. В итоге Даниэлле удаётся сбежать из больницы, в результате чего она убивает пациента, который сексуально домогался её. В бегах она убивает мужчину, который пытался изнасиловать её. Её обнаруживает Лука, красивый каскадер, живущий на съёмочной площадке. Тем временем оба детектива и семья ищут её, так как теперь они считают, что она несёт ответственность за все убийства, которые произошли.
Даниэлла в конечном итоге влюбляется в Луку, благодаря его заботливому отношению к ней. Она сумела даже преодолеть свое желание убить его. Считая, что она излечилась от психологической травмы, Даниэлла проводит счастливый месяц с Лукой. Но момент счастья заканчивается после того, как другой человек, живущий на той же съемочной площадке, врывается в дом Луки с двумя его друзьями и по очереди насилует Даниэллу. Они также убивают Луку, когда он возвращается домой. Она следует за ними в их дома и на работу и убивает их из мести. Полиция обнаруживает, что она живет в лесу, где был убит её предок, полностью считая себя оборотнем. Её схватывают и помещают в клинику, где она умирает. Её отец также покончил жизнь самоубийством, оставив сестру единственной выжившей из Незери.

## В ролях
| Актёр              | Роль      |
| ------------------ | --------- |
| Анник Борел        | Даниэла   |
| Ховард Росс        | Лука      |
| Освальдо Руджиерро |           |
| Элио Замуто        |           |
| Дагмар Лассандер   | Елена     |
| Сальваторе Била    | насильник |
| Филичита Фанни     | доктор    |
| Пьеттро Терози     | Альваро   |
| Джузеппе Матеи     |           |

## Производство
Съемки начались в сентябре 1975 года в Риме. Первоначально фильм был известен как La licantropa. Режиссер Ди Сильвестро подчеркнул в интервью, что он пытается сделать «серьезный» фильм о ликантропии. Ди Сильвестро также утверждал, что фильм был первым, посвященным женщине-оборотню, что не соответствует действительности, поскольку эта тема была исследована еще в 1913 году.
Анник Борел была выбрана на роль оборотня, Даниэллы Незери. Ди Сильвестро вспоминал, что видел сотни фотографий от международных агентов, и когда он увидел Борел, то понял, что «что-то взрывается внутри неё, в её психическом и культурном фоне». Прежде чем утвердить её на роль, Ди Сильвестро задействовал её в нескольких кинопробах. Он описал их как «почти убийственными».

## Сборы
18 марта 1976 года «Agorà» представила фильм в Италии. Фильм собрал в прокате 187 164 094 итальянских лир.
Фильм был показан за рубежом: в США, Канаде и Австралии. Режиссер считал, что в его фильмах «интернациональный дух — их можно было понять даже без диалога или музыки, просто по просмотру изображений». Фильм был показан в США в июне 1977 года, благодаря Dimension Pictures. Он был выпущен в Соединенных Штатах под названием «Дочь оборотня», «Обнаженная женщина-оборотень», «Волчица» и «Ужас волчицы». Он был выпущен в Австралии, как «Легенда о женщине-волчице».

## Критика
Итальянский историк кино и критик Роберто Курти описал реакцию на фильм в Италии как «предсказуемо высмеянную критиками».
Том Милн из Monthly Film Bulletin сделал обзор 98-минутной дублированной версии фильма 1980 года. Милн описал фильм как «случайную смесь ужаса, эксплуатации и психологического мусора».